# Enszó

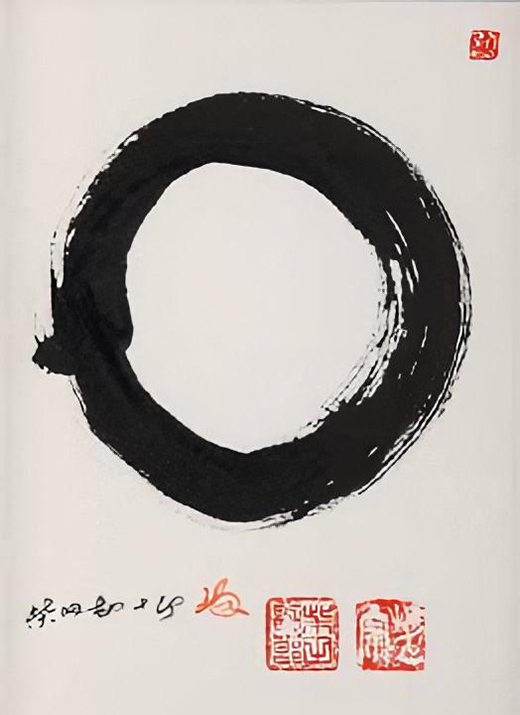
Enszó (c. 2000) Kanjuro Shibata XX-tól. Néhány művész az enszót nyitottan, míg mások zárva rajzolták.

Az enszó vagy ensō a zen buddhizmusban egy kör, amelyet szabad kézzel, egy vagy két laza ecsetvonással rajzolnak, és amely az elme felszabadulásának pillanatát szimbolizálja, amikor a test alkothat. Az enszó az abszolút megvilágosodást, erőt, eleganciát, az univerzumot, és a mu-t (無;az ürességet) szimbolizálja. A minimalista japán esztétika jellemzi.
Az enszó rajzolása egy fegyelmezett szumi-e (墨絵) gyakorlat. Elkészítésének eszközei és módszerei megegyeznek a japán kalligráfiában használtakkal: egy ecsettel (筆 fudé), vékony papírlapra hansi-ra(半紙;más néven: vasi) írnak. A kör lehet nyitott és zárt is. A legtöbb esetben befejezetlen, helyet hagyva a mozgásnak, a fejlődésnek, valamint minden dolog tökéletességének. A zen gyakorlók hisznek a vabi-szabi szellemében, vagyis a tökéletlenség szépségében. Mikor a kör csukott, akkor a tökéletességet szimbolizálja.
Az alkotó általában egyetlen erőteljes ecsetvonással rajzolja meg az enszót. Amikor szósho (草書) kurzív írással készítik, akkor a vonás kifejezetten gyors. Miután megfestették, már nem változtatnak rajta. Az enszó tükrözi a készítő pillanatnyi szellemi állapotát, és a készítés körülményeit. Rajzolása követői szerint spirituális gyakorlat, naponta csak egyszer lehet elvégezni.
Az enszó és kalligráfia spirituális gyakorlását, az önmegvalósításra törekvést, hicuzendo-nak (筆禅道; ’az ecset zen útja’) hívják. Az enszó szemlélteti a vabi-szabi és a japán esztétika különböző szintjeit: Furinszei – nem szimmetrikusság, szabálytalanság; kanszo – egyszerűség; koko – alapvető természeti erők; sizen – színlelés nélküliség, természetesség; júgen - rejtett báj és finomság; dacuzoku – szabadság, előítélet-mentesség; szeidzsaku – nyugalom.
A zen művészet gyakran kombinál szavakat és képeket oly módon, hogy segítsen jobban megértenünk a mélyebb jelentését.

## Használata a zen buddhizmuson kívül
1995-ben a Lucent Technologies felkérte a Landor Associates San Franciscó-i kirendeltségét, hogy tervezzenek nekik egy márkajelzést. A logóba Landor egy vörösre festett enszót helyezett. A célja az volt, hogy az ecsetvonás kifejezze az emberi kreativitást, a vörös szín pedig a sietséget. Elnevezték „innovációs gyűrű”-nek. „A nevünk és szimbólumunk kifejezi új vállalkozói szellemünket és vállalatunk jövőjét” – olvasható Lucent egy beszédében. Észak-Amerikában a logót többfelé nem értették. Évekkel később, miután a cég befutott, a logót többfelé elismerték a szakmabeliek Nyugaton (beleértve Lucent saját dolgozóit). Később más logódizájnerekre is hatással lett a munkája. Lucent elvetette a logót, miután összeállt az Alcatel of France-szal, hogy létrehozzák az Alcatel-Lucentet.
A szimbólum egy változatát használta még az Obaku Ltd. Napjainkban is egy enszót használnak egy karóra márkának.
A Thinking, egy londoni nemzetközi dizájn- és tanácsadó cég, egy enszót használ a négy ikonuk egyikeként, amely a benyomást szimbolizálja (a tudományt, mintát és látványt jelképező ikonok mellett).

## Lásd még
- Absztrakt expresszionizmus, 20. századi Amerikai művészeti mozgalom
- Buddhizmus Japánban
- Szumi-e
- Uroborosz

## Fordítás
- Ez a szócikk részben vagy egészben  az   Ensō című angol Wikipédia-szócikk ezen változatának fordításán alapul.  Az eredeti cikk szerkesztőit annak laptörténete sorolja fel. Ez a jelzés csupán a megfogalmazás eredetét és a szerzői jogokat jelzi, nem szolgál a cikkben szereplő információk forrásmegjelöléseként.